# Rathaus Goldberg

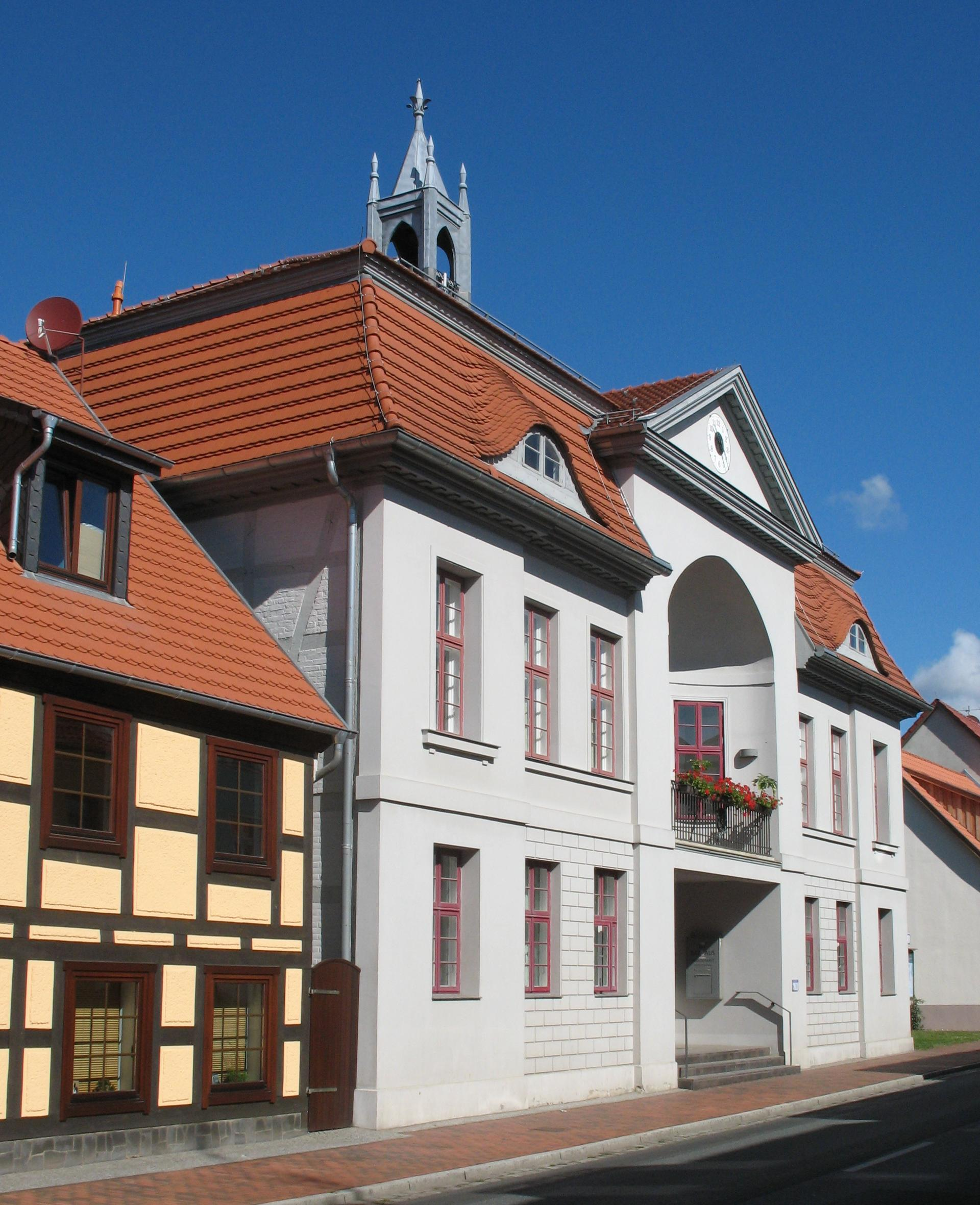

Das Rathaus Goldberg in Goldberg (Mecklenburg-Vorpommern), Lange Straße 67, wurde 1832 (andere Quelle 1828) gebaut.
Das Gebäude steht unter Denkmalschutz.

## Geschichte

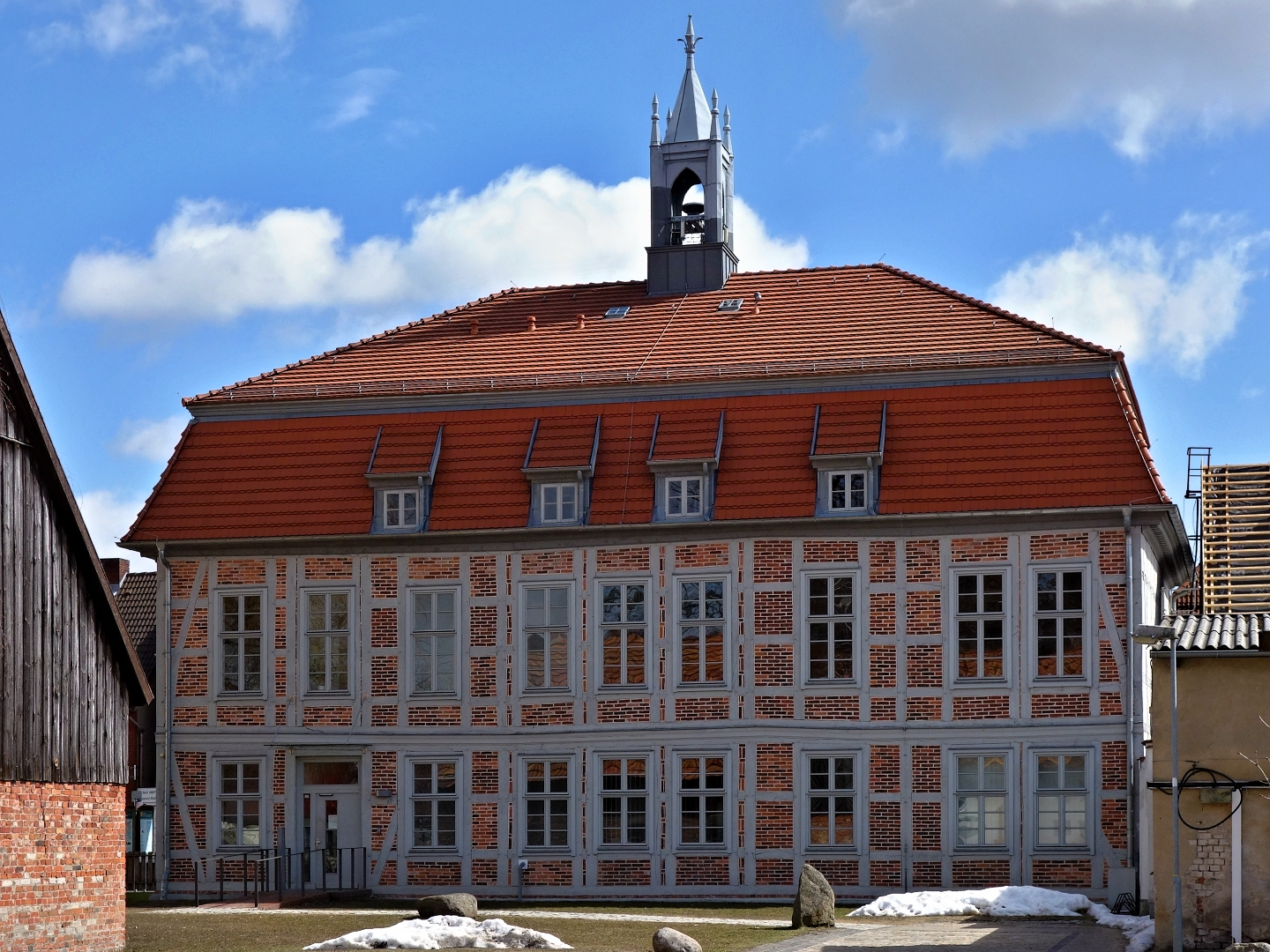
Rückseite

Die Stadt Goldberg mit 3392 Einwohnern (2020) wurde 1227 erstmals als Gols erwähnt und erhielt 1248 das Stadtrecht (civis).
Das zweigeschossige, verputzte, klassizistische Gebäude mit dem Mansarddach und seinen vorderseitigen Fledermausgauben, mit der Fassadenbetonung durch die mittige Nische und darüber dem Dreiecksgiebel sowie dem neogotischen offenen Dachreiter mit der Uhr und einem achteckigen Helm und Fialen an den Ecken stammt von 1832, der Dachreiter von 1853. Die Rückfassade hat ein Fachwerk mit steinernen Ausfachungen. Der Standort des Rathauses in der Häuserzeile der Langen Straße ohne Vorplatz oder Platz ist unauffällig und selten für städtische Rathäuser in Mecklenburg-Vorpommern. Der Hof hinter dem Rathaus ist nicht geschlossen.
Im Rahmen der Städtebauförderung erfolgte die Sanierung des Gebäudes um 1997/98.